# 깊은 밤 전영호쇼
《깊은 밤 전영호쇼》는 대한민국의 SBS에 방송됐던 예능 텔레비전 프로그램이다. 1996년 개편때 폐지되었다.

## 진행자
- 전영호

## 오케스트라
- sbs 관현악단 - 지휘 김정택

## 에피소드 목록

### 1995년
- 7월 12일 : <첫회>
- 7월 19일 : 백남봉·이순옥 부부
- 7월 26일 : 엄용수·백경미 부부
- 8월 2일 : <여름특집>
- 8월 23일 : 불명
- 8월 30일 : 홍세봉·김세윤 부부
- 9월 6일 : <추석특집>
- 9월 13일 : 불명
- 9월 20일 : 불명
- 9월 27일 : 혜은이·김동현 부부
- 10월 4일 : 이미연·김승수 부부
- 10월 11일 : 이영범·노유정 부부
- 10월 18일 : 박찬종
- 10월 25일 : 홍수환·옥희 부부
- 11월 1일 : 불명
- 11월 8일 : 불명
- 11월 22일 : 나현희·임현식 부부
- 11월 29일 : 이영옥·전영화 부부
- 12월 6일 : 김형곤, 육각수
- 12월 13일 : 불명
- 12월 20일 : 故 김성재 어머니
- 12월 27일 : <송년특집>

### 1996년
- 1월 3일 : 불명
- 1월 10일 : 최민수
- 1월 17일 : 이효정
- 1월 24일 : 한재석, 유인촌, 김영-박혜란 부부
- 1월 31일 : <마지막회, 하이라이트>

## 참고 사항
- 1996년 개편에 맞아 폐지되는 비운을 맞게 된다.

| SBS TV 수요일 밤 11시대 프로그램       | SBS TV 수요일 밤 11시대 프로그램         | SBS TV 수요일 밤 11시대 프로그램    |
| 이전 작품                              | 작품명                                   | 다음 작품                           |
| -------------------------------------- | ---------------------------------------- | ----------------------------------- |
| 특선 외화시리즈 (1994.2.2 ~ 1995.6.21) | 깊은 밤 전영호쇼 (1995.7.12 ~ 1996.1.31) | 이홍렬쇼(1기) (1996.2.7 ~ 1998.3.4) |